# Dahlica simplonica
Dahlica simplonica is een vlinder uit de familie zakjesdragers (Psychidae). De wetenschappelijke naam van deze soort is voor het eerst geldig gepubliceerd in 1977 door Hattenschwiler.
De soort komt voor in Europa.